# Resolutie 723 Veiligheidsraad Verenigde Naties
Resolutie 723 van de Veiligheidsraad van de Verenigde Naties werd op 12 december 1991 met unanimiteit van
stemmen aangenomen.

## Achtergrond
Nadat in 1964 geweld was uitgebroken tussen de Griekse- en Turkse bevolkingsgroep op Cyprus, stationeerden de VN de UNFICYP-vredesmacht op het eiland. Die macht werd sindsdien om het half jaar verlengd. 
In 1974 bezette Turkije het noorden van Cyprus na een Griekse poging tot staatsgreep. In 1983 werd dat noordelijke deel met Turkse steun van Cyprus afgescheurd. Midden 1990 begon het toetredingsproces van (Grieks-)Cyprus tot de Europese Unie, maar de EU erkende de Turkse Republiek Noord-Cyprus niet.

## Inhoud
De Veiligheidsraad:
- neemt nota van de rapporten van de Secretaris-Generaal over de VN-operatie in Cyprus;
- bemerkt de aanbeveling om de macht met een periode van zes maanden te verlengen;
- bemerkt ook het akkoord van de Cypriotische overheid voor het behoud van de macht na 15 december 1991;
- bevestigt resolutie 186 (1964);

1. verlengt de VN-vredesmacht nogmaals met een verdere periode tot 15 juni 1992;
2. vraagt de Secretaris-Generaal zijn bemiddeling voort te zetten, de Veiligheidsraad op de hoogte te houden en tegen 31 mei 1992 te rapporteren over de uitvoering van deze resolutie;
3. roept alle betrokken partijen op te blijven samenwerken met de macht.

## Verwante resoluties
- Resolutie 698 Veiligheidsraad Verenigde Naties
- Resolutie 716 Veiligheidsraad Verenigde Naties
- Resolutie 750 Veiligheidsraad Verenigde Naties (1992)
- Resolutie 759 Veiligheidsraad Verenigde Naties (1992)

Lijst ·  684 ·  685 ·  686 ·  687 ·  688 ·  689 ·  690 ·  691 ·  692 ·  693 ·  694 ·  695 ·  696 ·  697 ·  698 ·  699 ·  700 ·  701 ·  702 ·  703 ·  704 ·  705 ·  706 ·  707 ·  708 ·  709 ·  710 ·  711 ·  712 ·  713 ·  714 ·  715 ·  716 ·  717 ·  718 ·  719 ·  720 ·  721 ·  722 ·  723 ·  724 ·  725